# Maria Josepa Arnall i Juan
Maria Josepa Arnall i Juan (Vila-sacra, Alt Empordà, 5 de novembre de 1948 - ibid., 31 de maig de 2002) va ser una investigadora i professora catalana.

## Biografia

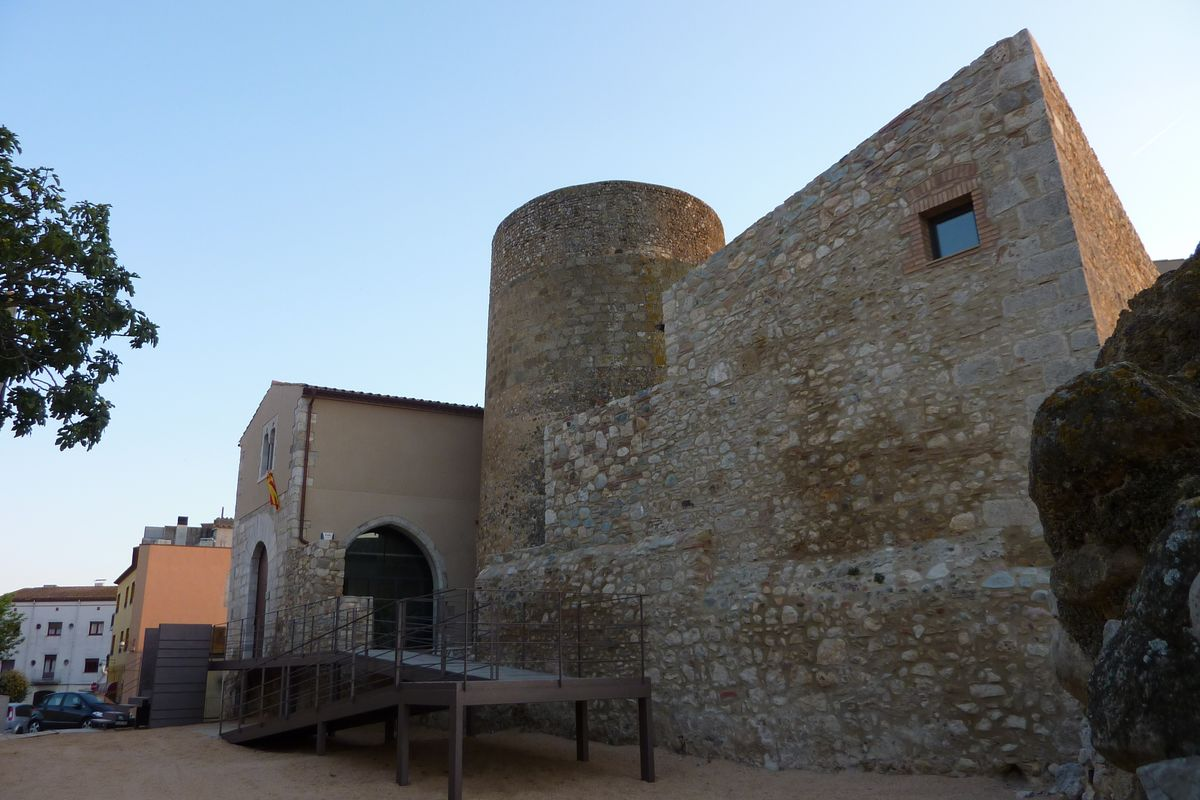
Vila-Sacra

Fou professora titular de Ciències i Tècniques Historiogràfiques de la Universitat de Barcelona i va desenvolupar una gran tasca com a investigadora i docent.
Maria Josepa Arnall va mantenir-se molt unida al seu poble, Vila-sacra, a la història del qual va dedicar alguns dels seus treballs com a primera historiadora local. Aquest petit poble fou l'escenari de la seva vida familiar i s'hi mantingué arrelada durant tota la vida. Una de les grans vinculacions professionals fou on va treballar, la Universitat de Barcelona, com a col·laboradora del Departament de Ciències Instrumentals, on prosseguí el cursus honorum fins a obtenir, l'any 1979, la plaça de professora adjunta numerària. Acadèmicament formada en filologia clàssica, el 6 de juny de 1975, al departament de Paleografia i Diplomàtica, va defensar la seva tesi doctoral Los manuscritos, incunables y demás impresos de la Biblioteca del Convento de San José de Barcelona, treball que va merèixer la qualificació d'excel·lent cum laude. A partir d'aleshores centrà la seva investigació en l'observació meticulosa dels textos com a productes històrics.
El 1973 es casà amb Joan Marull, i fruit d'aquest matrimoni van néixer una filla i un fill.
A la ciutat de Girona se li dedicà un carrer amb el seu nom.

## Disciplines professionals

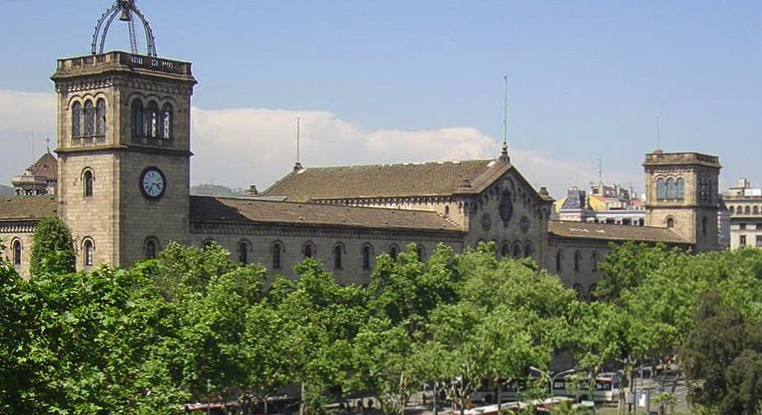
Universitat de Barcelona

Dedicà tota la seva vida a la docència universitària com a professora titular de ciències i tècniques historiogràfiques de la Universitat de Barcelona. Les seves línies de recerca es trobaven en els camps de la bibliologia, la historiografia d'Amèrica, la toponímia medieval, l'edició de fonts de l'Alta i la Baixa Edat Mitjana i de l'Edat Moderna, l'onomàstica medieval i moderna, el notariat català, l'escriptura i la cultura escrita en les èpoques medievals i moderna, l'edició de fonts monàstiques, la terminologia codicologicopaleogràfica, la història del llibre manuscrit, les edicions de fonts libràries, la diplomàtica reial i municipal i la historiografia monàstica a Catalunya.
Va ser membre de l'Institut d'Estudis Empordanesos i vocal de la seva junta directiva. Fou membre de la Societat d'Onomàstica, de l'Asociación Española de Profesores de Paleografía i Diplomática, i durant un temps, Directora de la Comissió de l'edició i estudi de textos per a la història del Comtat d'Empúries.
Col·laborà també amb l'Índice Histórico Español, de l'any 1977.

## Camp professional de l'arxivística
Maria Josepa Arnall també fou membre de l'Associació d'Arxivers de Catalunya, com a historiadora catalana preocupada pel bon funcionament de l'estructura arxivística del país. Col·laborà activament amb aquesta Associació des de la seva fundació, el 1985, impartint cursos sobre paleografia i diplomàtica perquè els seus socis poguessin aprofundir en els coneixements d'aquestes matèries. Alhora col·laborà en els cursos per obtenir el Màster d'Arxivística i formà part de nombroses comissions per jutjar les memòries finals per a l'obtenció de la titulació del Màster (4).
Maria Josepa Arnall va ser una gran coneixedora dels arxius de Figueres, Girona i Barcelona, on participava en activitats de recerca, edició i docència. La seva tasca d'investigadora a l'Arxiu Municipal de Girona fou decisiva per portar a terme la transcripció, identificació, catalogació i regest de les lletres reials, amb abast cronològic de més de quatre segles (1293-1714).

## Obres publicades

### Individuals

#### Llibres i monografies
- Santa Teresa en los manuscritos de la Biblioteca Provincial y Universitaria de Barcelona. Burgos: Ed. Monte Carmelo, 1983. 109 pàg. (Cuadernos Monte Carmelo, 1)
- Bibliografía de Paleografía, Lingüística y Diplomàtica Hispanoamericanas. Barcelona: Publicacions de la Universitat, 1993, IV + 235 pàg.
- Lletres reials a la ciutat de Girona (1293-1515). Barcelona: Ajuntament de Girona i Fundació Noguera, 2000. 2v. 1.013 pàg.
- El llibre manuscrit. Barcelona: Servei de Llengua Catalana de la UB, Edicions de la Universitat de Barcelona, Eumo Editorial, 2002. 337 pàg. Amb il·lustracions (Diccionaris d'Especialitat, 4).
- Lletres reials a la ciutat de Girona (1516-1714). En premsa.

#### Capítols de llibres
- Estudio paleográfico y transcripción. A: Libro de horas de la reina María de Navarra. Barcelona: M. Moleiro editor, 1996, pàg. 25-92 i 257-425
- Estudio codicológico. A: Martirologio de Usuardro. Barcelona: M. Moleiro editor, 1998, pàg. 19-77
- La escritura carolina. A: RIESCO TERRERO, Ángel (ed.). Introducción a la Paleografía y la Diplomàtica General. Madrid: Ed. Síntesis, 1999, pàg. 89-107.

#### Articles publicats en revistes, miscel·lànies i homenatges
- La Biblioteca del Convento de San José de Barcelona. Monte Carmelo (Burgos), 85/1 (1977), pàg. 73-108
- Los manuscritos e incunables del Convento de Carmelitas Descalzos de San José existentes en la Biblioteca Universitaria de Barcelona. Monte Carmelo (Burgos), 85/2-3 (1977), pàg. 229-300.
- Notas y documentos para la historia de Vila-sacra. Primera parte. Annals de l'Institut d'Estudis Empordanesos (Figueres), 12 (1977), pàg. 266-318 (reproduït a: Amb cor tot ferm. Recull de la Història de Vila-sacra. Homenatge a Maria Josepa Arnall. Vila-sacra: Ajuntament, 2003, pàg. 29-113).
- Notas y documentos para la historia de Vila-sacra. Segunda parte. Annals de l'Institut d'Estudis Empordanesos (Figueres), 13 (1978), pàg. 104-137 (reproduït a: Amb cor tot ferm. Recull de la Història de Vila-sacra. Homenatge a Maria Josepa Arnall. Vila-sacra: Ajuntament, 2003, pàg. 29-113).
- La fábrica de fundición de letra y la imprenta del Convento de Carmelitas Descalzos de San José de Barcelona. Monte Carmelo (Burgos), 86/1 (1978), pàg. 49-69.
- El Itinerario a Indias (1673-1679) del P. Fr. Isidoro de la Asunción, C. D. (Ms. 514 de la Biblioteca Provincial y Universitaria de Barcelona). Boletín Americanista (Barcelona), 28 (1978), pàg. 129-184.
- Importancia de la Abadía-Colegiata de Vilabertrán. Annals de l'Institut d'Estudis Empordanesos (Figueres), 15 (1981-1982), pàg. 261-268.
- Toponímia medieval de l'Alt Empordà (municipis i agregats). Annals de l'Institut d'Estudis Empordanesos (Figueres), 15 (1982), 43-123.
- Un segle de vida a Vila-sacra segons el Llibre de testaments de l'Arxiu Parroquial (1764-1846). Annals de l'Institut d'Estudis Empordanesos (Figueres), 16 (1983), pàg. 137-186 (reproduït a: Amb cor tot ferm. Recull de la Història de Vila-sacra. Homenatge a Maria Josepa Arnall. Vila-sacra: Ajuntament, 2003, pàg. 115-163).
- Documents de Pere el Cerimoniós referents a Tarragona i conservats en el seu Arxiu Històric Provincial. Quaderns d'Història Tarraconense (Tarragona), IV (1984), pàg. 51-130.
- Vila-sacra sota la influència de Sant Pere de Rodes (segles XIII-XV). Annals de l'Institut d'Estudis Empordanesos (Figueres), 17 (1984), pàg. 97-170 (reproduït a: Amb cor tot ferm. Recull de la Història de Vila-sacra. Homenatge a Maria Josepa Arnall. Vila-sacra: Ajuntament, 2003, pàg. 165-240).
- Onomàstica empordanesa (segles XIV-XVII) en un capbreu de Sant Pere de Rodes. I: Antroponímia. Societat d'Onomàstica. Butlletí Interior (Barcelona), XVIII (1984), pàg. 25-33.
- Onomàstica empordanesa (segles XIV-XVII) en un capbreu de Sant Pere de Rodes. II: Toponímia. Societat d'Onomàstica. Butlletí Interior (Barcelona), XIX (1985), pàg. 9-12.
- Un manual de Sant Pere de Rodes del segle xvii (Estudi onomàstic i notarial). Annals de l'Institut d'Estudis Empordanesos (Figueres), 18 (1985), pàg. 70-96.
- Aportación de los carmelitas descalzos a la cultura catalana. A: El Carmelo Teresiano en Catalunya: 1586-1986. Burgos: Ed. Monte Carmelo, 1986, pàg. 55-108, extracte de la revista Monte Carmelo (Burgos), 94/1-2 (1986).
- Obras de la Biblioteca de San José, de los Carmelitas Descalzos de Barcelona, editadas en Catalunya (siglos XVI-XIX). A: El Carmelo Teresiano en Cataluña: 1586-1986. Burgos: Ed. Monte Carmelo, 1986, pàg. 229-271, extracte de la revista Monte Carmelo (Burgos), 94/1-2 (1986)
- La vila i el terme de Vila-sacra en el segle xv. Estudi d'un capbreu del monestir de Sant Pere de Rodes. Annals de l'Institut d'Estudis Empordanesos (Figueres), 19 (1986), pàg. 203-285 (reproduït a: Amb cor tot ferm. Recull de la Història de Vila-sacra. Homenatge a Maria Josepa Arnall. Vila-sacra: Ajuntament, 2003, pàg. 241-328).
- Els pergamins de Sant Pere de Rodes a l'Arxiu de la Corona d'Aragó (segles XIII-XV). Lambard. Estudis d'Art Medieval (Barcelona), II (1986), pàg. 31-63.
- Notícies històriques de la Casa de Cardona en un formulari notarial de començaments del segle XVII. Cardener. Revista d'Investigació editada per l'Institut d'Estudis Locals de Cardona i el Centre d'Estudis del Solsonès (Cardona), 4 (1987), pàg. 61-82.
- Onomàstica de la Vall del Bac de l'any 1267. Societat d'Onomàstica. Butlletí Interior (Barcelona), XXX (1987), pàg. 6-9.
- Notes i documents per a la història de Les Escaules al segle xiii. Annals de l'Institut d'Estudis Emposdanesos (Figueres), 20 (1987), pàg. 53-82.
- Inventari dels béns mobles de l'abat de Sant Pere de Rodes de l'any 1633. Annals de l'Institut d'Estudis Gironins (Girona), XXIX (1987), pàg. 211-229.
- Pobles mil·lenaris de l'Art Empordà. El Pedrís (Figueres), abril (1988), pàg. 17-19.
- Onomàstica empordanesa del segle xi. Documentació del monestir de Santa Maria de Vilabertran. A: Miscel·lània en homenatge a Enric Moreu-Rey. Montserrat: Publicacions de l'Abadia de Montserrat, 1988 (Biblioteca Abat Oliba, 59), vol. I, pàg. 65-105.
- Onomàstica Occitana documentada a la Cerdanya (i Onomàstica cerdana). Societat d'Onomàstica. Butlletí Interior (Barcelona), XXXV (1989), pàg. 41-45.
- Fondos de Historia de España en una Biblioteca Conventual (siglos XIV-XIX). A: Haciendo Historia. Homenaje al Profesor Carlos Seco. Madrid -Barcelona: Facultad de Ciencias de la Información de la Universidad Complutense de Madrid, Facultat de Geografia i Història de la Universitat de Barcelona, 1989, pàg. 123-134.
- Testaments de fons monacals gironins a l'Arxiu de la Corona d'Aragó (segles XI-XV). Llurs clàusules diplomàtiques. A: De scriptis notariorum. Barcelona: Universitat de Barcelona, 1989 (Rvbrica. Paleagraphica et Diplomatica Stvdia, III), 39-159.
- Historiografia d'Amèrica a la Llibreria dels Carmelites Descalços de Barcelona (segles XVI-XIX). Analecta Sacra Tarraconensia (Barcelona), 66 (1993), pàg. 163-174.
- Presencia de las obras clásicas latinas en la biblioteca de los Carmelitas Descalzos de Barcelona (siglos XIV-XIX). Anuario de Filología (Barcelona), XVIII, sección D, núm. 5 (1994), pàg. 25-42.
- Libros de espiritualidad en la biblioteca de los Carmelitas Descalzos de Barcelona (siglos XIII-XIX) I. Revista de Espiritualidad (Madrid), 53 (1994), pàg. 545-554.
- Terminologia Paleogràfica i Codicològica en el Diccionari de la Llengua Catalana. Estudis Castellonencs (Castelló), 6 (1994-1995), pàg. 129-149 (Miscel·lània d'estudis dedicats a la memòria del Professor Josep Trenchs i Òdena, 1).
- Libros de espiritualidad en la biblioteca de los Carmelitas Descalzos de Barcelona (siglos XIII-XIX) II. Revista de Espiritualidad (Madrid), 54 (1995), pàg. 185-197 i 377-388.
- Opera in lingua italiana nella Biblioteca dei Carmelitani Scalzi di Barcellona (sc. XV-XIX). Napoli Nobilissima (Napoli), 34 (1995), pàg. 61-70.
- Crónica del siglo XVIII relativa a la historia de México (ms. 919 de la Biblioteca Universitaria de Barcelona). Boletín Americanista (Barcelona), 47 (año XXXVII, 1997), pàg. 35-43.
- El monestir de Sant Pere de Rodes en els protocols notarials de Castelló d'Empúries de 1279. Anuario de Estudios Medievales (Barcelona), 28 (1988), pàg. 389-404 (Estudios dedicados a la memoria de la Dra. Regina Sáinz de la Maza).
- Les rúbriques del còdex anomenat Col·lecció de franqueses, provisions, privilegis i cartes reials de la ciutat i vegueria de Girona (Ms. R-416 de la Biblioteca del Col·legi d'Advocats de Barcelona). Annals de l'Institut d'Estudis Gironins (Girona), XXXIX (1989), pàg. 123-172.
- Documentos del siglo XVIII sobre el proceso de beatificación de Don Juan de Palafox. Monte Carmelo (Burgos), 106/1-2 (1998), pàg. 129-151.
- Reales Cédulas de Carlos III conservadas en el Archivo Histórico de Ciudad de Girona (1760-1788). A: Profesor Nazario González: una historia abierta. Barcelona –Bellaterra: Publicacions de la Universitat Autònoma de Barcelona, 1998, pàg. 111-121 (Col·lecció Homenatges – Universitat de Barcelona, 14).
- Fragment d'un formulari notarial del segle xiv conservat a l'Arxiu Històric de Girona. Acta Historica et Archaeologica Mediaevalia (Barcelona), 22 (2001), pàg. 435-457 (Homenatge al Dr. M. Riu i Riu, 2).
- Llibres de dret a la Biblioteca de Sant Josep de Barcelona (segles XV-XIX). Quaderns de la Selva (Santa Coloma de Farners), 13/2 (2001), pàg. 289-306.

#### Comunicacions presentades a jornades, col·loquis i congressos
- Relación de los documentos de Pedro IV de Aragón referentes a Tarragona en su Archivo Histórico Provincial. A: Primeres Jornades d'Investigació dels Arxius del Camp de Tarragona. Tarragona: Arxiu Històric Provincial, 1979, pàg. 196-215.
- Las cartas partidas por ABC de Jaime I como rex Aragonum, comes Barchinone et dominus Montispesulani. A: Jaime I y su época. X Congreso de Historia de la Corona de Aragón. Zaragoza, 1976. Zaragoza: Institución Fernando el Católico, 1982, 3, 4 y 5 comunicaciones, pàg, 363-375.
- La «praxis» en un formulari notarial barcelonès del segle xv (Ms. 944 de la Biblioteca Provincial i Universitària de Barcelona). A: Primer Congrés d'Història Moderna de Catalunya (Barcelona, 17 a 21 de desembre de 1984). Barcelona: Publicacions de la Universitat de Barcelona, 1984, vol. II, pàg. 101-110.
- Llibres de medicina a la llibreria dels carmelites descalços de Barcelona (segles XVI-XVIII). A: III Congrés d'Història de la Medicina Catalana. Lleida, 1981. Barcelona: Seminari Pere Mata, Departament de Medicina Legal i Laboral i Toxicologia, Càtedra d'Història de la Medicina, Universitat de Barcelona, 1985, pàg. 34-52 (Gimbernat. Revista Catalana d'Història de la Medicina i de la Ciència, III).
- Notes sobre freqüència de malalties diagnosticades a Barcelona durant els anys 1774-1776. A: IV Congrés d'Història de la Medicina Catalana. Poblet-Tarragona, 7-9 de juny 1985. Barcelona: Seminari Pere Mata, Departament de Medicina Legal i Laboral i Toxicologia, Càtedra d'Història de la Medicina, Universitat de Barcelona, 1985, vol. II, pàg. 19-32 (Gimbernat. Revista Catalana d'Història de la Medicina i de la Ciència, V).
- La obra de Jerónimo Zurita en los catálogos de las bibliotecas conventuales de la Universitaria de Barcelona (siglos XVII-XVIII). A: Congreso Nacional Jerónimo Zurita. Su época y su escuela. Zaragoza, 16-21 de mayo de 1983. Zaragoza: Institución Fernando el Católico, 1986, pàg. 159-168.
- Els conceptes de mania i malenconia a l'obra d'Agustí Corts i Armengol. A: IV Congrés d'Història de la Medicina Catalana. Poblet-Tarragona, 7-9 de juny 1985. Barcelona: Seminari Pere Mata, Departament de Medicina Legal i Laboral i Toxicologia, Càtedra d'Història de la Medicina, Universitat de Barcelona, 1986, vol. III, pàg. 19-38 (Gimbernat. Revista Catalana d'Història de la Medicina i de la Ciència, VI).
- Toponímia medieval de la comarca de la Garrotxa (municipis i agregats). A: Amics de Besalú. V Assemblea d'Estudis del seu Comtat. Besalú, 1983. Olot: Patronat Francesc Eiximenis, Generalitat de Catalunya, Diputació de Girona, 1986, pàg. 259-294.
- Inventari dels béns mobles de l'abat de Sant Pere de Rodes de l'any 1633. A: XXX Assemblea Intercomarcal d'Estudiosos de Girona, 16-17 de novembre de 1985. Les actes d'aquesta Assemblea no van ser editades, la qual cosa comportà la publicació de l'aportació de M. J. Arnall als Annals de l'Institut d'Estudis Gironins.
- La moneda melgoresa en documentación de San Pedro de Rodas (siglos XIII-XIV). A: Montpellier, la Couronne d'Aragon et les Pays de Langue d'Oc (1204-1349. XIIe Congrès d'Histoire de la Couronne d'Aragon, Montpellier, 26-29 septembre 1985. Montpellier: Conseil Régional du Languedoc-Roussillon, 1988, vol. II, pàg. 33-45 (Memoires de la Société Archeologique de Montpellier, XVI).
- El llibre dels Privilegis i Franqueses del regne de Mallorca a la Biblioteca del Palau de Peralada. A: XIII Congrés d'Història de la Corona d'Aragó (Palma, 27 setembre – 1 octubre 1987). Palma: Institut d'Estudis Baleàrics, 1989-1990, vol. II (Comunicacions), pàg. 121-141.

### Obres en col·laboració

#### Llibres i monografies
- En col·laboració amb PONS GURI, Josep M. L'escriptura a les terres gironines. Segles IX-XVIII. Girona: Excma. Diputació provincial, 1993, 2 v., 823 pàg. + 346 làm.
- En col·laboració amb diversos autors Els pergamins de l'Arxiu Comtal de Barcelona de Ramon Borrell a Ramon Berenguer I. Barcelona: Fundació Noguera, 1999, 3 v., 1.652 pàg.

#### Capítols de llibres
- En col·laboració amb BAIGES JARDÍ, Ignasi J. Estudi paleogràfic i diplomàtic. A: A. D. Els pergamins de l'Arxiu Comtal de Barcelona de Ramon Berenguer I. Barcelona: Fundació Noguera, 1999, vol. I, pàg. 63-82.
- En col·laboració amb BAIGES JARDÍ, Ignasi J. Quaderns tipològics i de tradició documental. A: A. D. Els pergamins de l'Arxiu Comtal de Barcelona de Ramon Berenguer I. Barcelona: Fundació Noguera, 1999, vol. I, pàg. 83-142.

#### Articles i publicacions en revistes, miscel·lànies i homenatges
- En col·laboració amb DE PUIG, Jaume Una biblioteca del Renaixement. L'inventari de la llibreria de Vilabertran. Arxiu de Textos Catalans Antics (Barcelona), 1 (1982), pàg. 217-259.
- En col·laboració amb BELTRÁN, Gabriel Itinerario a Indias: Barcelona-México-Barcelona por el P. Isidro de la Asunción (1673-1679). A: El Carmelo Teresiano en Cataluña: 1586-1986. Burgos: Ed. Monte Carmelo, 1986, pàg. 141-227, extracte de la revista Monte Carmelo (Burgos), 94/1-2 (1986)
- En col·laboració amb diversos autors El manual notarial d'Alcover del 1229. Transcripció i estudi. A: De scriptis notariorum. Barcelona: Universitat de Barcelona, 1989 (Rvbrica. Palaegraphica et Diplomatica Stvdia, III), pàg. 161-294.

#### Comunicacions presentades a jornades, col·loquis i congressos
- En col·laboració amb BAIGES JARDÍ, Ignasi J. El testament de Pere II el Gran: estudi diplomàtic. A: La società mediterranes all'epoca del Vespro. XI Congresso di Storia della Corona d'Aragona, Palermo-Trapani-Erice, 25-30 aprile 1982. Palermo: Accademia di Scienze, Lettere e Arti, 1983, vol. II (Cominicazioni), pàg. 23-34.
- En col·laboració amb BAIGES JARDÍ, Ignasi J. La documentación del reinado de Pedro el Grande durante el año 1282. Pergaminos del Archivo de la Corona de Aragón. A: La società mediterranes all'epoca del Vespro. XI Congresso di Storia della Corona d'Aragona, Palermo-Trapani-Erice, 25-30 aprile 1982. Palermo: Accademia di Scienze, Lettere e Arti, 1983, vol. II (Cominicazioni), pàg. 35-103.
- En col·laboració amb diversos autors Un registro notarial de Alcover del siglo XIII. A: Notariado público y documento privado. De los orígenes al siglo XIV. Actas del VII Congreso Internacional de Diplomàtica, Valencia, 1986. València: Generalitat Valenciana, Conselleria de Cultura, Educació i Ciència, 1989 (Papers i Documents, 7), vol. I, pàg. 507-512.[5]

### Publicació pòstuma
- Homenatge a la professora Dra. Maria Josepa Arnall i Juan. Acta historica et archaeologica mediaevalia, Barcelona: Universitat de Barcelona, 1980- 0212-2960 núm. 25 (2003-2004)

## Llegat i memòria
L’Ajuntament de Vila-Sacra va homenatjar-la el desembre de 2003 i va editar tots els seus articles referents a la població, publicats als Annals de l’IEE, els quals foren recollits amb el títol Amb cor tot ferm: recull de la història de Vilasacra: homenatge a na Josepa Arnall i Juan (Vilasacra: 2003).
Des de 2004 la Universitat de Girona organitza un Seminari Internacional de Cultura escrita Josepa Arnall Juan.